# Калия (город, Бангладеш)
Калия (бенг. কালিয়া, англ. Kalia) — город и муниципалитет на юго-западе Бангладеш, административный центр одноимённого подокруга. Площадь города равна 30,91 км². По данным переписи 2001 года, в городе проживало 17 694 человека, из которых мужчины составляли 50,42 %, женщины — соответственно 49,58 %. Плотность населения равнялась 572 чел. на 1 км². Уровень грамотности населения составлял 32 % (при среднем по Бангладеш показателе 43,1 %). 